# Helius calviensis
Helius calviensis är en tvåvingeart som beskrevs av Edwards 1928. Helius calviensis ingår i släktet Helius och familjen småharkrankar. Inga underarter finns listade i Catalogue of Life.